# Головач, Владимир Михайлович
Владимир Михайлович Головач (укр. Володимир Михайлович Головач; род. 29 ноября 1963 года в г. Первомайск Луганской области УССР) — украинский государственный деятель, депутат Верховной рады Украины I созыва (1990—1994).

## Биография
Родился 29 ноября 1963 года в г. Первомайск Луганской области УССР.
С 1981 года работал токарем механического цеха на шахте им. Менжинского ПО «Первомайскуголь». С 1982 года проходил службу в армии. После возвращения из армии с 1984 года работал на той же шахте машинистом подземного оборудования, горным рабочим очистного забоя участка № 4.
Являлся членом КПСС с 1984 года.
В 1990 году в ходе первых альтернативных парламентских выборов в Украинской ССР был выдвинут кандидатом в народные депутаты пленумом Первомайского горкома ЛКСМУ, 18 марта 1990 года во втором туре был избран народным депутатом Верховного совета Украинской ССР XII созыва (в дальнейшем — Верховной рады Украины I созыва) от Первомайского избирательного округа № 60 Луганской области, набрал 62,19 % голосов среди 5 кандидатов. В парламенте являлся членом комиссии по вопросам развития базовых отраслей народного хозяйства, входил в депутатскую группу «Центр». Депутатские полномочия истекли 10 мая 1994 года.